# Джон Доуґ
Джон Доуґ (англ. John Doeg; 7 грудня 1908 — 27 квітня 1978) — колишній американський тенісист.
Найвищу одиночну позицію світового рейтингу — 4 місце досяг 1930 року.
Перемагав на турнірах Великого шолома в одиночному та парному розрядах.
Завершив кар'єру 1940 року.

## Фінали турнірів Великого шолома

### Одиночний розряд (1 перемога)
| Результат | Рік  | Турнір                     | Покриття | Суперник    | Рахунок               |
| --------- | ---- | -------------------------- | -------- | ----------- | --------------------- |
| Перемога  | 1930 | Національний чемпіонат США | Трава    | Френк Шилдс | 10–8, 1–6, 6–4, 16–14 |

### Парний розряд (2–1)
| Результат | Рік  | Турнір                     | Покриття | Партнер    | Суперники                   | Рахунок                   |
| --------- | ---- | -------------------------- | -------- | ---------- | --------------------------- | ------------------------- |
| Перемога  | 1929 | Національний чемпіонат США | Трава    | Джордж Лот | Беркелі Белл Льюїс Вайт     | 10–8, 16–14, 6–1          |
| Поразка   | 1930 | Вімблдонський турнір       | Трава    | Джордж Лот | Вілмер Еллісон Джон Ван Рин | 3–6, 3–6, 2–6             |
| Перемога  | 1930 | Національний чемпіонат США | Трава    | Джордж Лот | Джон Ван Рин Вілмер Еллісон | 8–6, 6–3, 4–6, 13–15, 6–4 |